# アウグスティノス・カポディストリアス

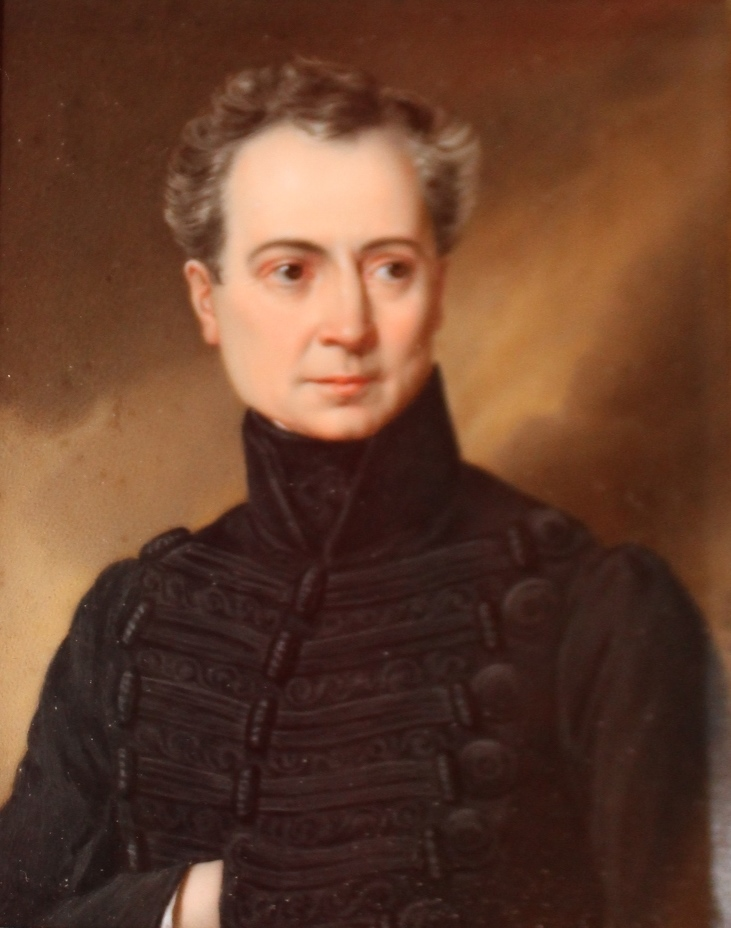
アウグスティノス・カポディストリアス

アウグスティノス・カポディストリアス（ギリシア語: Αυγουστίνος Καποδίστριας, 1778年 - 1857年）は、ギリシャの政治家。ケルキラ島の出身。初代大統領イオアニス・カポディストリアスの弟であり、1831年10月9日に兄が暗殺されるとその後を継いだ（統治1831年10月9日 - 1832年4月9日）。
兄イオアニスの死後、アウグスティノスおよび独立戦争時の指導者（カペタニオ）テオドロス・コロコトロニス、イオアニス・コレティスの3人による共同統治がなされることになった。アウグスティノスは中央政府の権威を高める兄の政策を受け継いだが、それに反対する勢力との間で内戦が生じ、就任から6ヶ月後に職を辞任した。その後、当時ギリシャの保護国であった大英帝国、フランス、ロシア帝国の間で事前に決定されていたとおり、バイエルン王国の王子がオソン1世としてギリシャを統治することになった。